# Ребекка Ґілмор
Ребекка Ґілмор (англ. Rebecca Gilmore, 13 червня 1979) — австралійська стрибунка у воду.
Призерка Олімпійських Ігор 2000 року.